# Festival del diritto di Piacenza
Il Festival del diritto è stata una rassegna di incontri, conferenze, spettacoli musicali e proiezioni cinematografiche interamente dedicata a temi sociali e che si svolgeva ogni anno a settembre a Piacenza.
Nato nel 2008, è stato ideato dalla casa editrice Laterza ed è organizzato dal Comune di Piacenza e dalla Laterza Agorà e promosso dal Politecnico, dall'Università Cattolica di Milano e dalla regione Emilia-Romagna. Dal 2017 la rassegna non è più stata rinnovata.
Curatore e responsabile scientifico del festival sono stato il noto giurista Stefano Rodotà e il filosofo del diritto e della politica Germinello Preterossi.

## Edizioni

### 2008
La prima edizione del Festival del diritto svoltasi dal 25 al 28 settembre 2008 è stata inaugurata da Ferruccio De Bortoli e da Giulio Ballio rettore del Politecnico di Milano e Lorenzo Ornaghi rettore dell'Università Cattolica di Milano
Il motto è stato Questioni di vita, tra i temi trattati particolare risalto è stato dato dalla stampa ai problemi sulla sicurezza dei cittadini, certezza della pena e il valore della vita.
Il Festival si è sviluppato in oltre 60 eventi e ha registrato circa 12 000 presenze. Tra gli ospiti che vi hanno partecipato: Anna Finocchiaro, Chiara Saraceno, Gustavo Zagrebelsky, Luigi Ferrajoli, David Lyon, Enrique Barón Crespo, Ezio Mauro, Luigi Ferrajoli, Livia Pomodoro. Piercamillo Davigo, Edoardo Boncinelli, Gianrico Carofiglio, Aldo Schiavone.

### 2009
La seconda edizione si è svolta dal 24 al 27 settembre 2009 e ha trattato il tema Pubblico e privato, sul rapporto tra le regole che determinano l'andamento dei mercati, con i relativi rischi della finanza, passando per la riforma delle istituzioni, e le decisioni politiche che comportano la tutela dei beni e del patrimonio collettivo ed il welfare.
Confermato il successo della prima edizione con circa 15 000 presenze. Il festival che si è sviluppato in 49 eventi principali e 24 partecipativi, si è concluso con l'intervento del noto giurista Guido Rossi.
Tra gli ospiti: l'ex presidente della Repubblica Italiana, Carlo Azeglio Ciampi che ha partecipato con una videointervista., Salvatore Settis, Pier Luigi Bersani Giuliano Amato, Paolo Garimberti, Ferruccio De Bortoli, Mario Calabresi, Massimiliano Fuksas, Carlo Freccero.

### 2010
La terza edizione che si è svolta dal 23 al 26 settembre 2010, che ha avuto come tema Disuguaglianze.
Al questa edizione sono intervenuti tra gli altri il presidente della Camera dei deputati Gianfranco Fini, Zygmunt Bauman, Daniele Checchi, Paul Collier, Simonetta Agnello Hornby, Giuliano Amato, il premio Nobel per la pace Shirin Ebadi, Guido Alpa, Giuseppe Tesauro, Guido Barbujani, Lucio Caracciolo..
Il presidente della Repubblica Giorgio Napolitano ha inviato un videomessaggio di saluto.. Avrebbe dovuto partecipare anche Gino Strada ma a causa di un evento imprevisto ha dovuto rinunciare.
È stata utilizzata per la prima volta la restaurata sala dei Teatini (ex chiesa di San Vincenzo).

### 2011
La quarta edizione si è svolta dal 22 al 25 settembre 2011 e ha avuto come tema Umanità e tecnica.
Tra gli ospiti Fedele Confalonieri, Eva Cantarella, Oscar Luigi Scalfaro, Susanna Camusso, Lucia Annunziata, Yuri Chechi, Margherita Hack, Remo Bodei e Gustavo Zagrebelsky.
Sono intervenute anche alcune scuole, tra cui l'ISII G. Marconi il liceo scientifico "L. Respighi" con alcuni redattori del giornalino "Il Buco".

### 2012
La quinta edizione si è svolta dal 27 al 30 settembre 2012 e ha avuto come tema Solidarietà e conflitti.

### 2013
La sesta edizione si è svolta dal 26 al 29 settembre 2013 e ha avuto come tema Le incertezze della democrazia. Alla manifestazione hanno partecipato Stefano Rodotà, Gustavo Zagrebelsky, Luigi Ferrajoli, Gino Strada, Giacomo Poretti e Laura Boldrini.

### 2014
La settima edizione si è svolta dal 25 al 28 settembre 2014 e ha avuto come tema Partecipazione/esclusione.

### 2015
L'ottava edizione si è svolta dal 24 al 27 settembre 2015 e ha trattato il tema Futuro.

### 2016
La nona edizione se è svolta dal 23 al 25 settembre 2016 e ha trattato il tema Dignità.